# Rollfigurer i Desperate Housewives
Detta är en presentation av rollfigurerna i den amerikanska TV-serien Desperate Housewives. Avsnittsstatistiken gäller till och med avsnitt 60, och inkluderar rollfigurer som medverkat i fem avsnitt eller fler.

## Susans familj

### Susan Mayer
- Spelad av Teri Hatcher, huvudrollsinnehavare i avsnitt 1-60
- Medverkande i 60 avsnitt: Säsong 1: 1-23. Säsong 2: 24-47. Säsong 3: 48-60

### Karl Mayer
- Spelad av Richard Burgi, huvudrollsinnehavare i avsnitt 24-47
- Medverkande i 28 avsnitt: Säsong 1: 3, 11, 23. Säsong 2: 24-47. Säsong 3: 55

### Julie Mayer
- Spelad av Andrea Bowen, huvudrollsinnehavare i avsnitt 1-60
- Medverkande i 60 avsnitt: Säsong 1: 1-23. Säsong 2: 24-47. Säsong 3: 48-60

## Lynettes familj

### Lynette Scavo
- Spelad av Felicity Huffman, huvudrollsinnehavare i avsnitt 1-60
- Medverkande i 60 avsnitt: Säsong 1: 1-23. Säsong 2: 24-47. Säsong 3: 48-60

Hon är en fyrbarnsmamma som gav upp sin karriär för ett liv som slutkörd hemmafru utan någon som helst kontroll över sina telningar. Men på 2000-talet ska det vara jämställt och det dröjer inte länge innan Lynette tröttnar, går tillbaks in i arbetslivet, och istället låter maken ta hand om barnen.

### Tom Scavo
- Spelad av Doug Savant, huvudrollsinnehavare i avsnitt 24-60
- Medverkande i 55 avsnitt: Säsong 1: 1, 3, 5, 7, 9 och 11-23. Säsong 2: 24-47. Säsong 3: 48-60

### Preston och Porter Scavo
- Spelade av Brent och Shane Kinsman, huvudrollsinnehavare i avsnitt 24-60
- Medverkande i 58 avsnitt: Säsong 1: 1-8, 10, 12-23. Säsong 2: 24-47. Säsong 3: 48-60

### Parker Scavo
- Spelad av Zane Huett, huvudrollsinnehavare i avsnitt 24-60
- Medverkande i 53 avsnitt: Säsong 1: 1-3, 7-8, 10, 12-16, 18, 20-23. Säsong 2: 24-47. Säsong 3: 48-60

### Penny Scavo
- Spelad av Dylan och Jordan Cline, med flera skådespelare - samtliga okrediterade

### Kayla Huntington
- Spelad av Rachel Fox
- Medverkande i 5 avsnitt: Säsong 3: 48, 52-54, 58

## Brees familj

### Bree Van De Kamp-Hodge
- Spelad av: Marcia Cross, huvudrollsinnehavare i avsnitt 1-60
- Medverkande i 60 avsnitt: Säsong 1: 1-23. Säsong 2: 24-47. Säsong 3: 48-60

Den pedantiska perfektionistiska modern som ansar såväl sina barn som hem och trädgård. Hennes motto är sträck på dig, släta ut kläderna, le brett och gå vidare. När mannen dog och sonen dessutom deklarerade att han gillar killar blev livet lite för hårt för Bree som snart tog till flaskan. När hennes man Rex Van De Kamp dog började Bree dejta George Williams men fick senare reda på att det var George som dödade Rex. Bree börjar dejta igen, denna gången en man från hennes AA. Hon kommer hem en dag och ser honom i säng med sin son Andrew Van De Camp.

### Rex Van De Kamp
- Spelad av Steven Culp, huvudrollsinnehavare i avsnitt 1-23
- Medverkande i 27 avsnitt: Säsong 1: 1-23. Säsong 2: 24, 46-47

### Orson Hodge
- Spelad av Kyle MacLachlan, huvudrollsinnehavare i avsnitt 48-60
- Medverkande i 60 avsnitt: Säsong 2: 42, 45-47. Säsong 3: 48-60

### Andrew Van De Kamp
- Spelad av Shawn Pyfrom, huvudrollsinnehavare i avsnitt 24-60
- Medverkande i 47 avsnitt: Säsong 1: 1, 4, 7-9, 11, 15, 17-19. Säsong 2: 24-47. Säsong 3: 48-60

Brees son som visar sig vara homosexuell.

### Danielle Van De Kamp
- Spelad av Joy Lauren, huvudrollsinnehavare i avsnitt 24-60
- Medverkande i 47 avsnitt: Säsong 1: 1, 4, 6-9, 11, 15, 17, 22. Säsong 2: 24-47. Säsong 3: 48-60

## Gabrielles familj
- Juanita Solis
- Celia Solis

### Gabrielle Solis
- Spelad av Eva Longoria, huvudrollsinnehavare i avsnitt 1-60
- Medverkande i 60 avsnitt: Säsong 1: 1-23. Säsong 2: 24-47. Säsong 3: 48-60

Gabrielle är en före detta modell som gift sig för pengarna och vägrar ge sin man det han vill ha - ett barn. I början av serien är Gabrielle otrogen mot sin man Carlos Solis med John Rowland. Men efter ett tag kommer hon tillbaka till sin man. Efter att Carlos en gång mixtrat med Gabrielles p-piller blev hon gravid men förlorade barnet i missfall efter att ha ramlat nerför trapporna. Carlos och Gabrielle fortsätter sina liv och bestämmer sig för att ha sin hemflicka Xiao-Mei som surrogatmamma. Senare upptäcker Gabrielle att Carlos är otrogen med Xiao-Mei och då lämnar Gabrielle honom. Under sin skilsmässa gör de allt för att förstöra för varandra. Gabrielle får huset men Carlos får allt annat, vilket startar ytterligare bråk mellan dem.

### Carlos Solis
- Spelad av Ricardo Antonio Chavira, huvudrollsinnehavare i avsnitt 1-60
- Medverkande i 60 avsnitt: Säsong 1: 1-23. Säsong 2: 24-47. Säsong 3: 48-60

Carlos är en mexikanskfödd affärsman som till synes förverkligat en invandrares önskedröm om det nya landet: ett välbetalt jobb, ett stort hus och en vacker hustru. Men skenet bedrar då hans förmögenhet är uppbyggd på skumraskaffärer och frun Gabrielle bedrar honom med parets trädgårdsmästare John Rowland samtidigt som hon vägrar att skaffa barn. Tidigt i serien börja Carlos misstänka att Gabrielle är otrogen och rekryterar sin mor Juanita som spanare. Juanita tar så småningom Gabrielle och John på bar gärning men hinner inte informera sin son innan hon blir överkörd av en bil och senare avlider. I samma veva vänds parets liv upp och ner då Carlos grips för penningbrott och hamnar i husarrest i väntan på rättegång. Mer angelägen än någonsin om att förverkliga sin pappadröm mixtrar han i smyg med Gabrielles p-piller, men när hon väl blir gravid blir han i sin tur obehagligt medveten om att han kanske inte är fadern trots allt. Efter att Carlos dömts till fängelse bestämmer de sig ändå för att hålla ihop för barnets skull, men inom kort drabbas Gabrielle av missfall. Carlos blir djupt ångerfull som följd, och fast besluten att göra bot och bättring lyckas han bli frisläppt på villkoret att han blir volontärarbetare. Detta är dock inte riktigt vad Gabrielle hade hoppats på och snart nog blossar konflikten mellan dem åter upp.  

## Mary Alices familj

### Mary Alice Young
- Spelad av Brenda Strong, huvudrollsinnehavare i avsnitt 1-60
- Medverkande i 60 avsnitt: Säsong 1: 1-23. Säsong 2: 24-47. Säsong 3: 48-60

### Paul Young
- Spelad av Mark Moses, huvudrollsinnehavare i avsnitt 1-47
- Medverkande i 50 avsnitt: Säsong 1: 1-23. Säsong 2: 24-47. Säsong 3: 58-60

### Zach Young
- Spelad av Cody Kasch, huvudrollsinnehavare i avsnitt 1-47
- Medverkande i 49 avsnitt: Säsong 1: 1-23. Säsong 2: 24-47. Säsong 3: 59-60

## Edies familj

### Edie Britt
- Spelad av Nicollette Sheridan, huvudrollsinnehavare i avsnitt 1-60
- Medverkande i 60 avsnitt: Säsong 1: 1-23. Säsong 2: 24-47. Säsong 3: 48-60

Hon är känd som kvarterets "slampa" eftersom hon ligger med nästan alla män. Edie brukar klä sig vågat som till exempel korta kjolar och höga klackar. I början av serien brinner Edies hus upp eftersom Susan Mayer råkar tända på det, men Edie hämnas långt senare genom att tända på Susans hus. Ett tag var Edie ihop med Susans ex-man Karl Mayer, och de hann förlova sig innan Karl gjorde slut med henne för att han fortfarande hade känslor för Susan.

### Austin McCann
- Spelad av Josh Henderson, huvudrollsinnehavare i avsnitt 48-60
- Medverkande i 13 avsnitt: Säsong 3: 48-60

Austin är Edie Britts brorson, som kommer från en bråkig och trasig bakgrund men är nöjd med att ha hamnat på ett sånt schyst ställe. Han är ingen snäll kille och drar sig inte för att ha roligt på ett mindre snällt sätt. Austin får snabbt upp ögonen för Susans dotter Julie.
De inleder ett förhållande då Austin är otrogen med Danielle Van de kamp och gör henne gravid.
Austin tvingas fly från Wisteria Lane.

### Travers McLain
- Spelad av Jake Cherry - säsong 3; Stephen Lunsford - säsong 5.

Travers är Edie Britts son. Han bor med sin far Charles McLain. Travers har bott med Charles sedan Edie gav honom hela vårdnaden om sin son (Travers var 2 år gammal då).

## Bettys familj

### Betty Applewhite
- Spelad av Alfre Woodard, huvudrollsinnehavare i avsnitt 24-47
- Medverkande i 26 avsnitt: Säsong 1: 22-23. Säsong 2: 24-47

På ytan ser Bettys familj perfekt ut. Betty är snäll och trevlig och blir vän med Bree Van De Kamp. Hon och hennes son Matthew Applewhite är rika, snygga och bor i ett lyxigt hus. Men ytan bedrar. I källaren gömmer Betty sin andra son Caleb Applewhite som har en sjukdom. Betty tror att Caleb har mördat en flicka men sanningen är att det är Matthew som dödade henne. När Betty får reda på detta slutar det med att Matthew dör.

### Matthew Applewhite
- Spelad av: Mehcad Brooks, huvudrollsinnehavare i avsnitt 24-47, gästroll i avsnitt 22-23
- Medverkande i 26 avsnitt: Säsong 1: 22-23. Säsong 2: 24-47

Matthew flyttar till Wisteria Lane med sin mamma Betty och bror Caleb. När han träffar Danielle Van De Kamp blir han lite kär och de blir snabbt ett par, men båda deras föräldrar förbjuder dem att träffas så de är ihop i smyg. Inget vet sanningen att det var Matthew som mördade flickan som Caleb anklagas för. I slutet av säsong två dör Matthew när han blir skjuten.

### Caleb Applewhite
- Spelad av Page Kennedy, huvudrollsinnehavare i avsnitt 24-30, och NaShawn Kearse, huvudrollsinnehavare i avsnitt 31-47
- Medverkande i 24 avsnitt: Säsong 2: 24-47

## Övriga huvudfigurer

### Mike Delfino
- Spelad av James Denton, huvudrollsinnehavare i avsnitt 1-60
- Medverkande i 60 avsnitt: Säsong 1: 1-23. Säsong 2: 24-47. Säsong 3: 48-60

Mike är den nyinflyttade snygga rörmokaren som blir ihop med den ensamstående mamman Susan Mayer. Men han har ett mystiskt förflutet.
Han förändras dock när han träffar Susan, de skaffar senare sonen M J tillsammans.

### John Rowland
- Spelad av Jesse Metcalfe, huvudrollsinnehavare i avsnitt 1-23
- Medverkande i 29 avsnitt: Säsong 1: 1-23. Säsong 2: 24-26, 46-47. Säsong 3: 50

### George Williams
- Spelad av Roger Bart, huvudrollsinnehavare i avsnitt 24-32
- Medverkande i 16 avsnitt: Säsong 1: 11-13, 20-22. Säsong 2: 24-32, 47

Jobbade som apotekare och inledde en affär med Bree van de kamp.
Vad hon inte visste om George var att han var en psykopat. Han kastade Brees terapeut i vattnet från en bro och förgiftade Rex van de kamp till döds innan det kom fram vem han verkligen var.
Då tog han livet av sig genom att ta en överdos.

## Bifigurer

### Kommissarie Barton
- Spelad av Kurt Fuller
- Medverkande i 5 avsnitt: Säsong 2: 26, 28, 32-33, 35

### Sophie Bremmer
- Spelad av Lesley Ann Warren
- Medverkande i 6 avsnitt: Säsong 1: 18-21. Säsong 2: 29, 31

### Dr. Lee Craig
- Spelad av Terry Bozeman
- Medverkande i 6 avsnitt: Säsong 1: 22-23. Säsong 2: 25. Säsong 3: 48, 51, 60

### Fader Crowley
- Spelad av Jeff Doucette
- Medverkande i 6 avsnitt: Säsong 1: 8, 17, 20. Säsong 2: 33, 36-37

### Ed Ferrara
- Spelad av Currie Graham
- Medverkande i 9 avsnitt: Säsong 2: 24, 32-33, 36-37, 40, 43, 44. Säsong 3: 60

### Nina Fletcher
- Spelad av Joely Fisher
- Medverkande i 5 avsnitt: Säsong 2: 24, 26, 28, 29, 32

### Alberta Fromme
- Spelad av Betty Murphy
- Medverkande i 5 avsnitt: Säsong 1: 5. Säsong 2: 29, 33-34. Säsong 3: 55

### Dr. Albert Goldfine
- Spelad av Sam Lloyd
- Medverkande i 7 avsnitt: Säsong 1: 2-3, 6, 14. Säsong 2: 29-30, 32

### Ida Greenberg
- Spelad av Pat Crawford Brown
- Medverkande i 15 avsnitt: Säsong 1: 5-6, 11, 15 Säsong 2: 24-25, 29, 31, 34. Säsong 3: 51, 53-55, 57, 60

### Ian Haynesworth
- Spelad av Dougray Scott
- Medverkande i 11 avsnitt: Säsong 3: 48-51, 53-58, 60

### Alma Hodge
- Spelad av Valerie Mahaffey
- Medverkande i 5 avsnitt: Säsong 3: 48, 57-60

### Gloria Hodge
- Spelad av Dixie Carter (1939–2010)
- Medverkande i 5 avsnitt: Säsong 3: 55-58, 60

### Martha Huber
- Spelad av Christine Estabrook
- Medverkande i 8 avsnitt: Säsong 1: 1-2, 4, 7-8, 11-12, 20

### Nora Huntington
- Spelad av Kiersten Warren
- Medverkande i 9 avsnitt: Säsong 2: 45-47. Säsong 3: 48-50, 52-54

### Justin
- Spelad av Ryan Carnes
- Medverkande i 11 avsnitt: Säsong 1: 9, 13, 15, 22-23. Säsong 2: 33-34, 39-40, 42, 44

### Karen McCluskey
- Spelad av Kathryn Joosten
- Medverkande i 17 avsnitt: Säsong 1: 14, 19. Säsong 2: 31, 38, 42, 45-47. Säsong 3: 48, 52-57, 59-60

### Dr. Ron McCready
- Spelad av Jay Harrington
- Medverkande i 7 avsnitt: Säsong 2: 35-41

### Peter McMillan
- Spelad av Lee Tergesen
- Medverkande i 5 avsnitt: Säsong 2: 40-44

### Ralph
- Spelad av Alejandro Patino
- Medverkande i 6 avsnitt: Säsong 2: 26, 30, 34-35, 46-47

### Kommissarie Ridley
- Spelad av Ernie Hudson
- Medverkande i 6 avsnitt: Säsong 3: 49, 52-53, 55-56, 58

### Jerry Shaw
- Spelad av Richard Roundtree
- Medverkande i 5 avsnitt: Säsong 1: 4, 7-8, 20-21

### Juanita Solis
- Spelad av Lupe Ontiveros
- Medverkande i 6 avsnitt: Säsong 1: 5-9, 17

### Stu
- Spelad av Charlie Babcock
- Medverkande i 5 avsnitt: Säsong 2: 24, 26, 29, 31-32

### Kommissarie Sullivan
- Spelad av Nick Chinlund
- Medverkande i 5 avsnitt: Säsong 1: 15, 19. Säsong 2: 37-39

### Noah Taylor
- Spelad av Bob Gunton
- Medverkande i 11 avsnitt: Säsong 1: 5, 12, 15, 19, 21. Säsong 2: 35, 37-39, 46-47

### Felicia Tilman
- Spelad av Harriet Sansom Harris
- Medverkande i 17 avsnitt: Säsong 1: 11-12, 14, 16, 18, 20-23. Säsong 2: 26, 35, 37-39, 41-42, 45.

### Xiao-Mei
- Spelad av Gwendoline Yeo
- Medverkande i 9 avsnitt: Säsong 2: 37-38, 42, 44-47. Säsong 3: 48-49

### Yao Lin
- Spelad av Lucille Soong
- Medverkande i 6 avsnitt: Säsong 1: 3-4, 6, 10-11, 14